# 罗歇·沙特兰
罗歇·沙特兰（法語：Roger Chatelain，1942年4月23日—），法国男子赛艇运动员。他曾代表法国参加世界赛艇锦标赛，获得一枚银牌。他也曾参加1964年和1968年夏季奥林匹克运动会。